# 默里山
76°9′S 161°50′E / 76.150°S 161.833°E
默里山（英語：Mount Murray），是南極洲的山峰，位於維多利亞地的斯科特海岸，處於布魯斯角以西15公里，海拔高度1,005米，由英國探險隊發現，現時由南極條約體系管理。